# 曹源寺 (太田市)
曹源寺（そうげんじ）は、群馬県太田市にある曹洞宗の寺院。

## 歴史
1187年（文治3年）、新田義重の開基である。娘の祥寿姫の菩提を弔うために寺を創建したのが、当寺の起源である。
現在の本堂は、1793年（寛政5年）頃に町田兵部栄清によって建てられたものである。内部は螺旋状になっていることから「さざえ堂」と呼ばれている。福島県会津若松市の「会津さざえ堂」、埼玉県本庄市の「百体観音堂」とならぶ「日本三大さざえ堂」の一つである。
内部は観音像が百体置かれており、右回りで巡拝できるようになっている。
境内には、百株のアジサイが植えられており、「群馬のあじさい寺」と呼ばれている。

## 文化財
- 曹源寺栄螺堂（重要文化財 平成30年12月25日指定）[3]
- 曹源寺の名号角塔婆（太田市指定重要文化財 平成6年12月12日指定）[4]

## 交通アクセス
- 韮川駅より徒歩30分。